# Sibirila
Sibirila est une commune rurale du Mali de l'arrondissement de Manankoro dans le cercle de Garalo et la région de Bougouni. Elle a pour chef-lieu la localité de Manankoro, frontalière de la Côte d'Ivoire.

## Histoire
Lorsque Louis-Gustave Binger y pénètre le 13 septembre 1887, il ne s'agit que d'un village de trente habitants.

## Villages
La commune s'étend sur 25 localités relevées lors du recensement général de 2009. 
Les villages les plus peuplés sont :
- Manankoro (6 457 habitants)
- Banzana (2 236 habitants)
- Sanakourouni (2 105 habitants)